# Marian Stępień (architekt)
Marian Stępień (ur. 15 czerwca 1915 w Warszawie, zm. 8 listopada 1984 w Detroit) – polski artysta plastyk, rysownik, grafik, architekt wnętrz, scenograf. Więzień obozów w Rothenburgu, Brunszwiku oraz oflagu II C w Woldenbergu. Architekt PLL LOT.

## Życiorys
Był synem Wojciecha Stępnia i Eleonory ze Śmiłowskich. Jego bratem był Wacław Stępień. Ukończył Państwowe Gimnazjum Męskie im. Tadeusza Reytana w Warszawie (matura 1934), a następnie Szkołę Podchorążych Piechoty w Różanie i w Komorowie (1934–1937) w stopniu podporucznika. Po walkach w 1939 roku został jeńcem obozów w Rothenburgu, Brunszwiku oraz oflagu II C w Woldenbergu. Przez 5 lat życia w obozie kształcił się pod kierunkiem Janusza Łonickiego, Stanisława Żukowskiego, Stanisława Horno-Popławskiego, Jerzego Hryniewieckiego, Jana Bogusławskiego i Mieczysława Walissa. W ramach działalności kulturalnej tzw. Woldenberczyków wykonał wiele prac, w tym znaczków, ekslibrisów, rycin, drzeworytów, grafik oraz projektów scenograficznych. Prace były prezentowane na obozowych wystawach plastycznych. 
Po wojnie działał w Łodzi i w Warszawie, współpracując z Teatrem Kameralnym Domu Żołnierza oraz z Teatrem Syrena. W latach 1960–1980 był architektem PLL LOT . Od 1967 na stałe współpracował z dziennikiem „Życie Warszawy” jako ilustrator cyklu „Warszawskie pożegnania” i „Moja Warszawa”. W 1984 roku wyjechał w podróż do Detroit w USA. Przed lądowaniem zmarł na atak serca.

## Twórczość
Najbardziej znanymi pracami Mariana Stępnia są liczne rysunki i grafiki, które ukazywały się w ramach serii „Warszawskie pożegnania” (cykl ilustrowanych felietonów Jerzego Kasprzyckiego na łamach warszawskiego dziennika „Życie Warszawy”) oraz w książkach Moja Warszawa i Warszawskie pożegnania. Istotną częścią twórczości jest też kolekcja rysunków z podróży po całym świecie. Prace Mariana Stępnia prezentowane były na 17 wystawach indywidualnych i kilkunastu zbiorowych w kraju i zagranicą. Wiele jego ilustracji ukazało się w książce Mariana Brandysa Wyprawa do oflagu (1955). Projektował dla PLL LOT – tworzył m.in. zewnętrzny i wewnętrzny wymiar plastyczny samolotów IŁ-14, IŁ-18, IŁ-62, An-24, Vickers Viscount, Tu-134. Stworzył ponad pięćdziesiąt zrealizowanych projektów wnętrz zagranicznych placówek PLL LOT i Orbisu w wielu miastach świata (m.in. Algier, Ateny, Berlin, Bruksela, Chicago, Kair, Kopenhaga, Londyn, Mediolan, Paryż, Praga, Rzym, Sztokholm, Wiedeń, Zurych). Autor pawilonów polskich na targach i wystawach międzynarodowych (m.in. w Barcelonie, Bejrucie, Brnie, Brukseli, Casablance, Dar es Salaam, Frankfurcie, Helsinkach, Izmirze, Kairze, Kijowie, Lipsku, Madrycie, Moskwie, Ndoli, Płowdiwie, Teheranie, Utrechcie). Projektant kryształowych żyrandoli w Filharmonii Narodowej w Warszawie. Scenograf licznych przedstawień warszawskiego Teatru Syrena, m.in. Bliźniak, Bez żelaznej kurtyny (z Janem Rybkowskim), Moja żona Penelopa (z J. Rybkowskim), Colorado, Ambasador, Miecz Demokratesa, „Bliźniak, czyli Przeminęło z herbem, Wodewil warszawski, Pani prezesowa (z J. Rybkowskim), Ich dwóch, Pana z milionami, Sprawa Kowalskiego, Arka nowego.
Część jego obozowej twórczości prezentowana jest na wystawie w Muzeum Oflagu II C Woldenberg w Dobiegniewie.

## Nagrody i wyróżnienia
- Krzyż Srebrny Orderu Virtuti Militari – 1974
- Złoty Krzyż Zasługi – 1954
- Srebrny Krzyż Zasługi – 1948
- Złota Odznaka honorowa „Za Zasługi dla Warszawy” – 1980
- Odznaka „Zasłużony Działacz Kultury”
- Srebrna Odznaka Zasłużony dla PLL LOT